# Ivan Meshcherskiy
Ivan Vsevolodovich Meshchersky (Arcangel, 1859 — Leningrado, 7 de janeiro de 1935) foi um matemático russo.
É conhecido por seu trabalho sobre mecânica, notavelmente o movimento de corpos de massa variável.